# Liste der Fernstraßen in Eritrea
Diese Liste zeigt die Straßen in Eritrea auf. Es gibt drei Typen von Straßen zum ersten die Primärstraßen beginnend mit P, zum zweiten die Sekundärstraßen beginnend mit einem S und zum dritten die Tertiärstraßen beginnend mit T.

## P-Straßen
| Kurz | Name | Verlauf                                                 | Länge  |
| ---- | ---- | ------------------------------------------------------- | ------ |
|      | P1   | Asmara – Massaua                                        | 110 km |
|      | P2   | Asmara – Keren                                          | 80 km  |
|      | P3   | Asmara – Dekemhare – Senafe – Grenze zu Äthiopien       | 160 km |
|      | P4   | Asmara – Mendefera – Adi Kwala – Grenze zu Äthiopien    | 120 km |
|      | P5   | Keren – Agordat – Barentu – Tesseney – Grenze zum Sudan | 300 km |
|      | P6   | Massaua – Assab                                         | 520 km |
|      | P7   | Assab – Bure – Grenze zu Äthiopien                      | 70 km  |
|      | P8   | Gahtelai – She'eb                                       | 50 km  |
|      | P9   | Serejeqa – Shebah                                       | 50 km  |

## S-Straßen
| Kurz | Name | Verlauf                                  | Länge  |
| ---- | ---- | ---------------------------------------- | ------ |
|      | S1   | Keren – Afabet                           | 65 km  |
|      | S2   | Tesseney – Omhajer – Grenze zu Äthiopien | 100 km |
|      | S3   | Barentu – Mendefera                      | 140 km |
|      | S4   | Dekemhare – Tera-Emni                    | 35 km  |
|      | S6   | Dekemhare – Nefasit                      | 40 km  |
|      | S9   | Barakantiyan – Asmat                     | 95 km  |

## T-Straßen
Sonstige Straßen werden in Eritrea als T-Straßen bezeichnet.